# Nueva Cero
Nueva Cero (anteriormente conocida como Paradise) es una discoteca LGBT ubicada en la comuna de San Miguel, en Santiago de Chile.

## Historia
El recinto era ocupado originalmente por el Teatro San Miguel, ubicado en calle Euclides 1204 —anteriormente denominada como «Avenida Central»— y construido en los años 1920. En las décadas siguientes albergaría diversos eventos culturales y funcionaría como cine hasta la década de 1980.
Posterior a su cierre como cine, en 1981 el recinto se convirtió en la Sala Lautaro, también denominado como «Gimnasio Lautaro» o «Sala Euclides», y albergó conciertos de distintos grupos musicales de la década de 1980 e inicios de los años 1990, particularmente bandas de rock como Amapola o Tumulto, o grupos de thrash metal como Massacre y Warpath, y de death metal como Torturer, Sadism, Death Yell, Darkness, Abhorrent y Atomic Aggressor. La Sala Lautaro cerró sus puertas hacia septiembre de 1991.
A inicios de la década de 1990 el recinto albergó a la discoteca Paradise, enfocada principalmente en público gay y que realizaba espectáculos de drag queens, como por ejemplo Maureen Junott y Kassandra Romanini. El recinto fue posteriormente administrado por Sarquis y Meza Limitada, quienes en 1998 fundaron la discoteca Cero, que en los años siguientes se denominaría Nueva Cero.
Entre los shows realizados en Nueva Cero se encuentra Reinas de la Noche, cuyo backstage fue presentado por Janin Day entre 2016 y 2018, y el concurso de belleza Miss Nueva Cero. Nueva Cero también ha albergado eventos clasificatorios y la final de Mister Gay Chile, y ha participado de la Marcha del Orgullo LGBT de Santiago de Chile.